# Anny de Lange
Johanna Henriette de Lange (Rotterdam, 12 november 1917 – Baarle-Nassau, 11 juli 1987) was een Nederlands actrice.
Anny de Lange was al jong bezig met toneel en gedichten. Op de Arbeiders Jeugd Centrale kwam zij in contact met Jacques van Elsäcker die haar les gaf in de voordrachtskunst. Bovendien nam zij ter voorbereiding op de toneelschool, waar zij in de jaren 1939 - 1942 tot de leerlingen behoorde, aan de Rotterdamse Volksuniversiteit lessen van Ko Arnoldi. In 1942 debuteerde zij bij het Gemeentelijk Theaterbedrijf als Zaartje Jans in Thomas Asselijns "Jan Klaasz of de gewaande dienstmaagd", in 1982 zette zij een punt achter haar carrière. In die veertig jaren stond zij elk seizoen op de planken en was bovendien enige tijd docente aan de toneelschool in Arnhem. Ook maakte zij deel uit van de hoorspelkern en is onder andere te horen op diverse (hoorspel)sprookjes-grammofoonplaten uit de jaren 50 en 60. Samen met De Damrakkertjes was zij te horen op grammofoonplaten over Pinkeltje. Driemaal viel haar een onderscheiding ten deel: in 1959 de Zilveren Bouwmeesterpenning en in 1962 en 1967 de Theo d'Or. Anny de Lange trouwde in 1946 met etser en lithograaf Ab Sok.

## Voorstellingen
- Mooi weer vandaag - David Storey - Haagse Comedie (1971)